# Nowy Kraszew
Nowy Kraszew (prononciation : [ˈnɔvɨ ˈkraʂɛf]) est un village polonais de la gmina de Klembów dans le powiat de Wołomin de la voïvodie de Mazovie dans le centre-est de la Pologne.

## Histoire
De 1975 à 1998, le village appartenait administrativement à la voïvodie d'Ostrołęka.